# Lisson Grove
Lisson Grove er en gade og område i Marylebone, City of Westminster, London. Område thar flere vigtige kulturelle steder, inklusive Lisson Gallery, Alfies Antique Market, Red Bus Recording Studios, den tidliger Christ Church, nuGreenhouse Centre, og Seashell of Lisson Grove.